# Бициклистичке јединице
Бициклистичке јединице су врста пјешадије која за превоз користи бицикле, а борбу врши пјешке као и обична пјешадија.
Појављују се први пута у пруско-француском рату 1870-1871. за курирску службу. Већ 1885. формира се прва бициклистичка чета у Уједињеном Краљевству, а убрзо потом б. усвајају многе војске.
У Србији се питомци Пешадијске подофицирске школе на бициклима користе за везу и извиђање. Уредба из 1895. предвиђа формирање велосипедских одјељења при инжињерији дивизија.
У Првом свјетском рату се б. доста користе, посебно због могућности дневног марша и до 90 километара. Нарочито су корисне за извиђање и стварање изненађења. 1916. Нијемци користе 2. бициклистичку бригаду која се истиче против Румуније 1916-1917, затим у склопу 42. пјешадијске дивизије 1917. у десанту на Сарема и Хијума (острва у Балтику). У фебруару 1918. помажу при заузимању Талина.
Између два рата југословенска војска има 3 велосипедска батаљона јачине 650 војника, по један на сваку коњичку дивизију. Чете имају 1 вод лаких митраљеза и 3 стрељачка вода. Митраљеске чете имају 3 вода са по 3 одјељења. Батаљон је имао и 4 камиона, механичарску радионицу и аутомобил-санитет.
У Другом свјетском рату б. се мало користе због развоја оклопних и механизираних јединица. Изузетак су Јапанци који их успјешно користе при освајању Малаје 1941-1942.
Послије рата се свуда расформирају осим у Швајцарској, гдје се сматрало да могу бити корисне због непроходности већег дијела земље и за брзу концентрацију против ваздушних десанта противника.